# París-Roubaix 1919
La París-Roubaix 1919 fou la 20a edició de la París-Roubaix. Hagueren de passar cinc anys des de la disputa de la darrera edició per tornar-se a disputar la cursa per culpa de la Primera Guerra Mundial. Així, el 20 d'abril de 1919 es disputà, sent guanyada pel francès Henri Pélissier.

## Classificació final
|    | Ciclista          | Equip       | Temps |
| -- | ----------------- | ----------- | ----- |
| 1  | Henri Pélissier   | JB Louvet   |       |
| 2  | Philippe Thys     | La Sportive |       |
| 3  | Honoré Barthélémy | -           |       |
| 4  | Louis Heusghem    | La Sportive |       |
| 5  | Alexis Michiels   | La Sportive |       |
| 6  | Francis Pélissier | JB Louvet   |       |
| 7  | Jean Rossius      | Alcyon      |       |
| 8  | Émile Masson sr.  | Alcyon      |       |
| 9  | Eugène Christophe | -           |       |
| 10 | Alfred Steux      | La Sportive |       |